# Johan Ludvig Tenler
Johan Ludvig Tenler, född 1757, död 22 juli 1813 i Göteborg, var en svensk silhuettklippare och vaxpousserare.
Man vet att han var verksam i Stockholm före 1795 då köpte nämligen engelsmannen James Armstrong ett antal av hans klipp i en stockholmsk konsthandel. Den första omnämnanden om Tenler skrevs i Göteborgs Tidningen 1800 som nämner att Silhuetteur Tenler anlänt till staden från Strasbourg. Han var verksam i Köpenhamn 1802–1803 där han drev ett vaxkabinett på Vesterbro. Därefter vistades han en tid i Jönköpingstrakten och försörjde sig genom att klippa silhuetter innan han med sin familj flyttade till Stockholm 1803 och etablerade ett vaxkabinett. Han annonserade flitigt i tidningarna för att dra till sig publik och han lockade med avbildningar av den förste Konsuln Bonaparte, Tanddoktorn Leman Levin från Amsterdam och eremiten Don Pedro. Efter 1805 finns inga spår av honom i Sverige förrän 1812 då han åter anmäls som ankommande till Göteborg och avled året därpå på Sahlgrenska sjukhuset. Av Tenlers stora produktion går det mesta att identifiera genom signaturen och några osignerade arbeten har attribuerats till honom genom stilistiska skäl. Man antar att han även var verksam i Finland där det finns flera silhuettklipp som bär hans karaktäristiska klippstil  daterade 1792. Tenler är representerad vid Nordiska museet med ett porträtt av Gustav IV Adolf och vid Åbo konstmuseum med ett dubbelporträtt av kommerserådet Mikael Rosendal och hans hustru Johanna Ulrika Forsman. 